# Weissia macrocarpa
Weissia macrocarpa là một loài rêu trong họ Pottiaceae. Loài này được Hook. mô tả khoa học đầu tiên năm 1828.